# 灣利里
灣利里，為高雄市三民區屬下的行政區劃，現任里長為郭峻毅，服務處位在高雄市三民區灣利里新民路114號。本里現有29鄰，約1,400餘戶，人口約3,200人。

## 沿革
本里原屬灣子里，民國59年自灣子里畫出灣中、灣華、灣復等三里。民國63年因人口戶數增加，自灣華里畫出本里及灣勝二里。

## 里界與面積
東至：立志街，西至：新民街，南至：建工路，北至：士良街。土地總額約0.1079平方公里。

## 生活機能

### 學校
- 國立高雄應用科技大學
- 立志中學
- 高雄市三民區鼎金國民小學
- 高雄市立鼎金國民中學

### 市場
- 新生市場

本市場為一傳統零售市場，有關日常用品及雞、鴨、魚、肉、青菜，皆可輕易購得。
- 愛國超市

賣販百貨物品。

## 歷代里長
| 里長姓名 | 里長任期 | 備註 |
| -------- | -------- | ---- |